# Albert Burbank
Albert Burbank (* 25. März 1902 in New Orleans; † 15. August 1976 ebenda) war ein US-amerikanischer Jazz-Klarinettist.
Albert Burbank studierte bei Lorenzo Tio und begann in den 1920er Jahren als professioneller Musiker zu arbeiten, u. a. bei Arnold DePass, Buddy Petit, Chris Kelly und Punch Miller. In den 1930er Jahren spielte er in Tanzsälen und hatte während des Zweiten Weltkriegs ein eigenes Quartett. In den 1940er und 1950er Jahren spielte er mit Wooden Joe Nicholas, Albert Jiles, De De Pierce, Herb Morand (1949/50), Paul Barbarin, Kid Clayton, Bill Matthews, Octave Crosby, Ernie Cagnolatti und 1954 bei Kid Ory, in seinen späteren Jahren trat Burbank regelmäßig in der Paddock Lounge (1954–66), der Dixieland Hall und 1969–73 in der Preservation Hall auf. Burbank, der im August 1976 im Alter von 74 Jahren starb, wirkte von 1945 bis 1976 bei 81 Aufnahmesessions mit, darunter ein Album unter eigenem Namen (Smoky Mary, 1969).